# 31e cérémonie des César

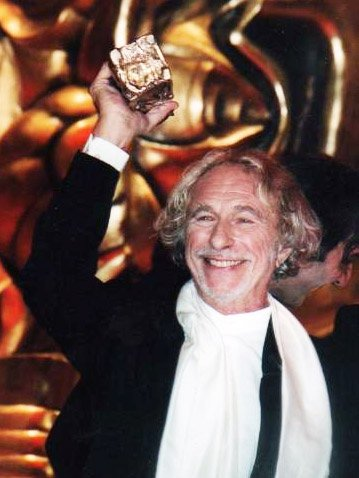
Pierre Richard, lauréat d'un César d'honneur.

La 31e cérémonie des César du cinéma - dite aussi Nuit des César -  récompensant les films sortis en 2005, s'est déroulée le 25 février 2006 au théâtre du Châtelet.
Elle fut présidée par Carole Bouquet, présentée par Valérie Lemercier et retransmise sur Canal+.

## Présentateurs et intervenants
- Carole Bouquet, présidente de la cérémonie
- Valérie Lemercier, maître de cérémonie
- Carole Bouquet, pour la remise du César d'honneur à Hugh Grant
- Clovis Cornillac, pour la remise du César d'honneur à Pierre Richard
- Jacques Perrin, pour la remise du César du meilleur espoir féminin
- Kristin Scott Thomas
- Nicolas Canteloup
- Olivier Baroux, Kad Merad
- Antoine de Caunes
- Nicole Garcia

## Palmarès et nominations
Les gagnants sont indiqués ci-dessous en caractères gras.

### Meilleur film
- De battre mon cœur s'est arrêté — réalisé par Jacques Audiard — produit par Pascal Caucheteux
  - L'Enfant — réalisé par Jean-Pierre et Luc Dardenne — produit par les frères Dardenne et Denis Freyd
  - Joyeux Noël — réalisé par Christian Carion — produit par Christophe Rossignon
  - Le Petit Lieutenant — réalisé par Xavier Beauvois — produit par Pascal Caucheteux
  - Va, vis et deviens — réalisé par Radu Mihaileanu — produit par Denis Carot, Marie Masmonteil, Radu Mihaileanu

### Meilleur réalisateur
- Jacques Audiard pour De battre mon cœur s'est arrêté
  - Xavier Beauvois pour Le Petit Lieutenant
  - Jean-Pierre Dardenne et Luc Dardenne pour L'Enfant
  - Michael Haneke pour Caché
  - Radu Mihaileanu pour Va, vis et deviens

### Meilleur acteur
- Michel Bouquet dans Le Promeneur du Champ-de-Mars
  - Patrick Chesnais dans Je ne suis pas là pour être aimé
  - Romain Duris dans De battre mon cœur s'est arrêté
  - José Garcia dans Le Couperet
  - Benoît Poelvoorde dans Entre ses mains

### Meilleure actrice
- Nathalie Baye dans Le Petit Lieutenant
  - Isabelle Carré dans Entre ses mains
  - Anne Consigny dans Je ne suis pas là pour être aimé
  - Isabelle Huppert dans Gabrielle
  - Valérie Lemercier dans Palais Royal !

### Meilleur film étranger
- Million Dollar Baby de Clint Eastwood •  États-Unis
  - A History of Violence de David Cronenberg •  États-Unis
  - Mar adentro de Alejandro Amenábar •  Espagne
  - Match Point de Woody Allen •  Royaume-Uni  États-Unis  Luxembourg
  - Tu marcheras sur l'eau de Eytan Fox •  Israël

### Meilleur acteur dans un second rôle
- Niels Arestrup dans De battre mon cœur s'est arrêté
  - Maurice Bénichou dans Caché
  - Dany Boon dans Joyeux Noël
  - Georges Wilson dans Je ne suis pas là pour être aimé
  - Roschdy Zem dans Le Petit Lieutenant

### Meilleure actrice dans un second rôle
- Cécile de France dans Les Poupées russes
  - Catherine Deneuve dans Palais Royal !
  - Noémie Lvovsky dans Backstage
  - Charlotte Rampling dans Lemming
  - Kelly Reilly dans Les Poupées russes

### Meilleur espoir masculin
- Louis Garrel pour Les Amants réguliers
  - Walid Afkir pour Caché
  - Adrien Jolivet pour Zim and Co.
  - Gilles Lellouche pour Ma vie en l'air
  - Aymen Saïdi pour Saint-Jacques… La Mecque

### Meilleur espoir féminin
- Linh Dan Pham pour De battre mon cœur s'est arrêté
  - Mélanie Doutey pour Il ne faut jurer de rien !
  - Déborah François pour L'Enfant
  - Marina Hands pour Les Âmes grises
  - Fanny Valette pour La Petite Jérusalem

### Meilleure musique écrite pour un film
- Alexandre Desplat pour De battre mon cœur s'est arrêté 
  - Armand Amar pour Va, vis et deviens
  - Philippe Rombi pour Joyeux Noël
  - Emilie Simon pour La Marche de l'empereur

### Meilleur premier film
- Le Cauchemar de Darwin de Hubert Sauper
  - Anthony Zimmer de Jérôme Salle
  - Douches froides d'Antony Cordier
  - La Marche de l'empereur de Luc Jacquet
  - La Petite Jérusalem de Karin Albou

### Meilleur scénario original
- Alain-Michel Blanc et Radu Mihaileanu pour Va, vis et deviens
  - Cédric Anger, Xavier Beauvois, Guillaume Bréaud, Jean-Eric Troubat pour Le Petit Lieutenant
  - Christian Carion pour Joyeux Noël
  - Jean-Pierre et Luc Dardenne pour L'Enfant
  - Michael Haneke pour Caché

### Meilleure adaptation et dialogues
- Jacques Audiard, Tonino Benacquista pour De battre mon cœur s'est arrêté, adapté du film Mélodie pour un tueur de James Toback
  - Georges-Marc Benamou, Gilles Taurand pour Le Promeneur du Champ-de-Mars, adapté du récit Le Dernier Mitterrand de Georges-Marc Benamou
  - Costa-Gavras, Jean-Claude Grumberg pour Le Couperet, adapté du roman policier homonyme de  Donald Westlake
  - Julien Boivent, Anne Fontaine pour Entre ses mains, adapté du roman Les Kangourous de Dominique Barbéris
  - Patrice Chéreau, Anne-Louise Trividic pour Gabrielle, adapté de la nouvelle Le Retour de Joseph Conrad

### Meilleure photographie
- Stéphane Fontaine pour De battre mon cœur s'est arrêté
  - Éric Gautier pour Gabrielle
  - William Lubtchansky pour Les Amants réguliers

### Meilleurs costumes
- Caroline de Vivaise pour Gabrielle
  - Pascaline Chavanne pour Les Âmes grises
  - Alison Forbes-Meyler pour Joyeux Noël

### Meilleurs décors
- Olivier Radot pour Gabrielle
  - Loula Morin pour Les Âmes grises
  - Jean-Michel Simonet pour Joyeux Noël

### Meilleur son
- Gérard Lamps, Laurent Quaglio pour La Marche de l'empereur
  - Philippe Amouroux, Cyril Holtz, Brigitte Taillandier, Pascal Villard pour De battre mon cœur s'est arrêté
  - Olivier Dô Hùu, Benoît Hillebrant, Guillaume Sciama pour Gabrielle

### Meilleur montage
- Juliette Welfling pour De battre mon cœur s'est arrêté
  - Sabine Emiliani pour La Marche de l'empereur
  - Francine Sandberg pour Les Poupées russes

### Meilleur court-métrage
- After Shave de Hany Tamba
  - La Peur, petit chasseur de Laurent Achard
  - Obras de Hendrick Dusollier
  - Sous le bleu de David Oelhoffen

### César d'honneur
- Hugh Grant
- Pierre Richard

## Commentaires
Le grand favori De battre mon cœur s'est arrêté remporta 8 César, c'était le troisième film le plus récompensé dans l'histoire de la récompense au moment de la cérémonie. Il fut depuis dépassé par les 9 César d'Un prophète, du même réalisateur.
Depuis cette année, les César du meilleur scénario sont scindés en catégorie scénario original et adaptation, bien que ces distinctions ont existé de 1983 à 1985. Le Cauchemar de Darwin, un documentaire, remporta le César du meilleur premier film. L'année suivante fut créé le César du meilleur film documentaire (après une unique attribution en 1995).
La cérémonie fut aussi marquée par de nombreuses interventions depuis la salle d'intermittents du spectacle en raison de la réforme de leur statut d'indemnisation par l'Unedic. Les lauréats ont également dénoncé les problèmes de l'intermittence, notamment lors de la remise du César du meilleur son dont les récipiendaires ont indiqué que plusieurs des personnes avec lesquelles ils travaillaient touchaient le RMI. Nathalie Baye a de son côté dédié sa récompense à toutes les comédiennes, « surtout celles qui ne travaillent pas ».
La cérémonie avait débuté avec vingt-trois minutes de retard, la scène ayant été envahie pendant que les caméras de Canal+ restaient confinées dans le hall d'entrée afin de ne pas filmer l'évacuation musclée des intermittents par les forces de police. Robert Guédiguian et Ariane Ascaride, Sam Karmann, deux autres producteurs d’Agathe Film, Aurélien Ferenczi, rédacteur en chef de Télérama, entre autres, avaient alors quitté la salle pour marquer leur désapprobation.